# Occasional Papers of Bernice Pauahi Bishop Museum of Polynesian Ethnology and Natural History
Occasional Papers of Bernice Pauahi Bishop Museum of Polynesian Ethnology and Natural History (abreviado Occas. Pap. Bernice P. Bishop. Mus.) fue una revista ilustrada con descripciones botánicas que fue editada por el Bernice Pauahi Bishop Museum. Comenzó su publicación en el año 1866.